# Membach
Membach (Waals: Membaxh) is een deelgemeente van de Belgische gemeente Baelen gelegen in de provincie Luik. Het was voor de fusie in 1977 een zelfstandige gemeente.
De bewoners van de gemeente spreken een Duits/Limburgs grensdialect, maar de gemeente kwam toch aan de Franstalige kant van de taalgrens terecht. Bij vastlegging van de taalgrens in 1963 werd wel de mogelijkheid opengelaten om zo nodig Nederlandse en/of Duitse taalfaciliteiten in te stellen. Dit gebied wordt ook wel de Platdietse streek genoemd.
In Membach ligt een ondergronds laboratorium van de Koninklijke Sterrenwacht. Het 48 meter diep liggende complex is gebouwd naar aanleiding van de verhoging van de Gileppestuwdam, om seismologische metingen te verrichten. Een van de instrumenten is een heliumgekoelde gravimeter die sinds 5 augustus 1995 constant veranderingen in de zwaartekracht registreert.

## Geschiedenis
Membach werd voor het eerst schriftelijk vermeld in 1172 als Menebach. Kerkelijk viel Membach onder de parochie Baelen. In 1722 werd een kerk gebouwd, welke in 1803 tot parochiekerk werd verheven.
Tot de opheffing van het hertogdom Limburg hoorde Membach tot de Limburgse hoogbank Baelen. Net als de rest van het hertogdom werd Membach bij de annexatie van de Zuidelijke Nederlanden door de Franse Republiek in 1795 opgenomen in het toen gevormde departement Ourthe. In 1813 werd het onderdeel van de Verenigde Nederlanden en in 1830 kwam het, ten gevolge van de Belgische Revolutie, bij België.
Bij de onafhankelijkheid van België inventariseerde geograaf Philippe Vandermaelen in dit dorp 80 landelijke woningen, twee herenhoeves, 20 hutten, 19 herenhuizen, een kerk, heel wat proto-industrie en een school. Er waren 651 inwoners, die “slecht Duits” praatten. Het inventaris omvat verder details over de natuurlijke omgeving, bodems, landbouwproductie, veestapel, de groeves en mijnen. Ook het wegennetwerk van toen is beschreven. De omschrijving door Vandermaelen geeft een interessante inkijk in het dagelijkse leven rond 1830.
In 1852 werd bij de buurtschap Perkiets de Société anonyme des mines et fonderies de plomb de Membach opgericht. Deze maatschappij zou de ontginning en verwerking van het lood-zinkerts in het dal van de Vesder verzorgen, maar na enkele jaren bleek dat deze activiteit niet rendabel te maken was, en het bedrijf ging failliet. De productiehallen werden ingericht als appartementencomplex.
In 1896 werd de Oebahn aangelegd, welke van de Eupense benedenstad (Unterstadt) naast de Gileppe naar Dolhain (de benedenstad van Limburg) liep en onderweg ook Membach aandeed. In 1926 werd het personenvervoer gestaakt, en in 1959 het goederenvervoer van Eupen tot Goé. In 1963 werd de gehele lijn opgeheven.

## Demografische ontwikkeling
- Bronnen:NIS, Opm:1831 tot en met 1970=volkstellingen, 1976= inwoneraantal op 31 december

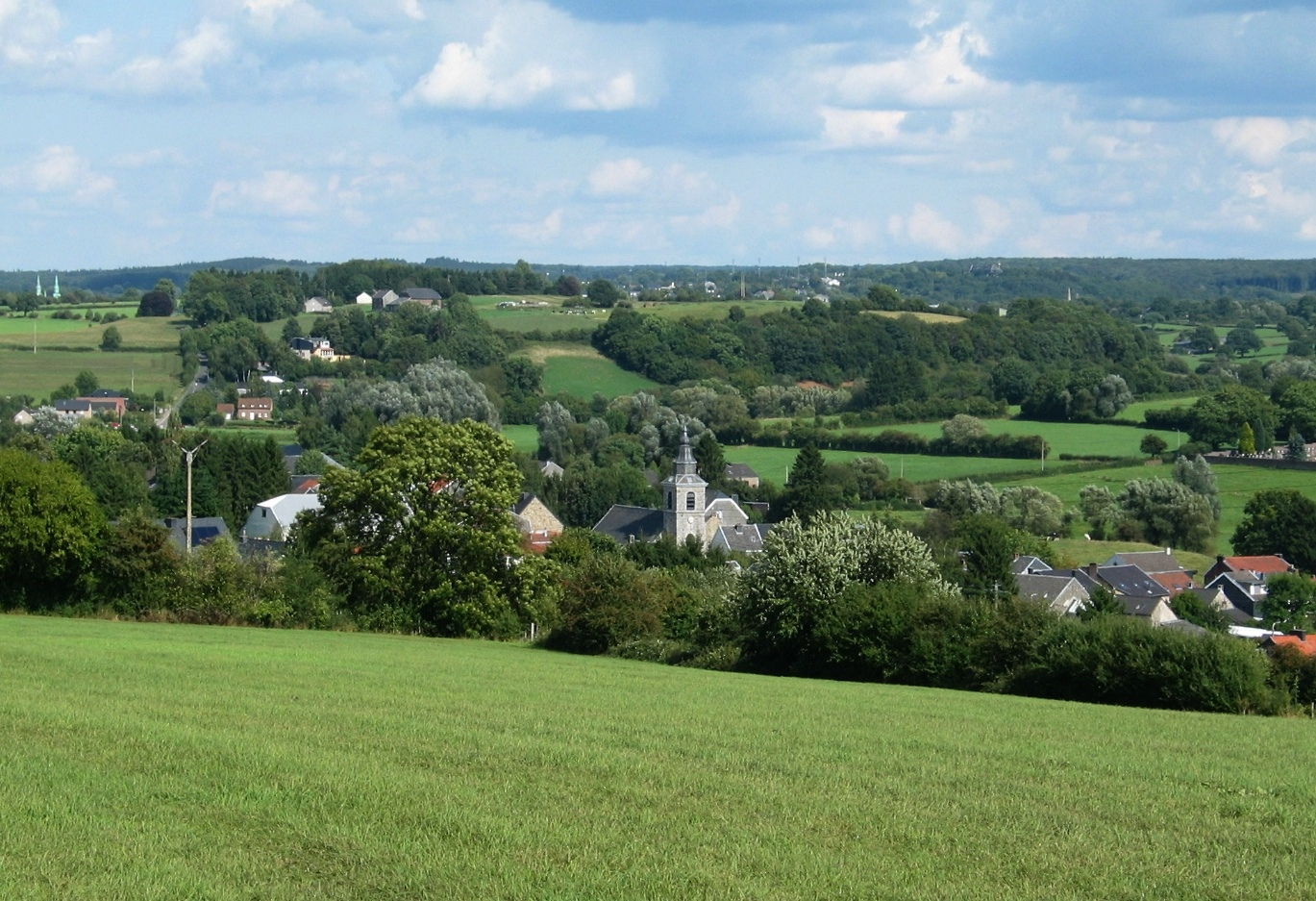
Panoramazicht op Membach

## Bezienswaardigheden
- De Sint-Jan-de-Doperkerk
- Het Hof van Cortenbach
- Het Kasteel Vreuschemen
- DeSint-Quirinuskapel in de buurtschap Perkiets
- De Gileppestuwdam
- Het Artboretum van Mefferscheid, een "kunst-arboretum" in het Hertogenwoud

## Natuur en landschap
Membach ligt nabij het dal van de Vesder, op een hoogte van ongeveer 270 meter. Ten zuiden van Membach, aan de overzijde van de Vesder, begint het Hertogenwald. Op het grondgebied van de deelgemeente bevindt zich het Artboretum van Mefferscheid.

## Nabijgelegen kernen
Baelen, Eupen, Béthane

## Voetnoten
1. ↑  Belgische zwaartekrachtmeter breekt wereldrecord, NEMO Kennislink, 25 oktober 2017
2. ↑  Philippe Vandermaelen Dictionnaire géographique de la province de Liège. Brussel, Etablissement géographique - 1831.

Deelgemeenten: Baelen · Membach

Overige plaatsen: Boveroth · Les Forges · Heggelsbrück · Heggen · Hestreux · Hoevel · Honthem · Horren · Hoyoux · Kortenbach · Latebau · Mazarinen · Meuschemen · Nereth · Oeveren · Overoth · Pancherelle · Perkiets · Runschen · Vreuschemen

Belgische gemeenten · arrondissement Verviers · provincie Luik · Wallonië